# Peter Wilhelm Forchhammer

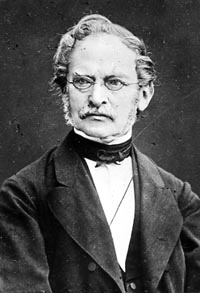
Peter Wilhelm Forchhammer

Peter Wilhelm Forchhammer (* 23. Oktober 1801 in Husum; † 8. Januar 1894 in Kiel) war ein deutscher klassischer Philologe, Archäologe und liberaler Politiker.

## Herkunft und Beruf
Forchhammers Eltern waren der Lehrer und spätere Schulrektor Johann Ludolph Forchhammer und dessen Ehefrau Margaretha Elisabeth. Nach dem frühen Tod des Vaters 1810 wurde Peter Wilhelm Forchhammer auf dem Hof eines Verwandten zusammen mit dessen Söhnen durch einen Hauslehrer erzogen. Später kam er nach einem Schulbesuch in Tondern auf das Katharineum zu Lübeck, das er bis zum Abitur Ostern 1821 besuchte. Von 1821 an widmete er sich „classischen Studien“ in Kiel, später ging er zeitweilige nach Leipzig. Nach einem kurzen Aufenthalt in Kopenhagen, wo sein Bruder Georg Forchhammer Geologieprofessor war, bereitete er sich in Kiel auf seine Promotion vor und war daneben als Hauslehrer tätig. Im Jahr 1828 wurde er promoviert und bereits ein Jahr später habilitiert. Zunächst arbeitete er in Kiel als Privatdozent. Im Jahr 1836 wurde er zum außerordentlichen und 1842 zum ordentlichen Professor ernannt. Er war neben Otto Jahn der erste, der in Kiel archäologische Lehrveranstaltungen anbot.
1872 heiratete Forchhammer eine Tochter seines Jugendfreundes Wilhelm Olshausen.

## Wissenschaftliches Werk
In den Jahren 1830 bis 1834 sowie von 1838 bis 1840 unternahm Forchhammer Forschungsreisen in den Mittelmeerraum. Dabei verfestigten sich bei ihm die Erkenntnis, dass das Studium der Sprache und Schriften von Griechen und Römern nicht ausreichen würde. Hinzu kommen müsse die Beschäftigung mit Bildwerken und Monumenten, aber auch mit der Geographie und dem Klima.
Waren frühere Schriften Forchhammers rein geschichtlich oder antiquarisch ausgerichtet, versuchte er seit seinen Reisen auch die Topographie, Mythologie und Archäologie zu berücksichtigen. So entstand 1841 die Topographie von Athen. Im Jahr 1850 schuf er zusammen mit dem späteren britischen Vizeadmiral Thomas Abel Brimage Spratt eine Karte der Ebene von Troja und versah diese mit Anmerkungen. Seine wichtigste, der Mythologie gewidmete Schrift erschien 1837 „Hellenika. Griechenland im neuen das alte.“ In diesem Buch legte er eine Theorie zur Entstehung der griechischen Mythen vor. Auch darin spielen klimatische und geographische Aspekte eine zentrale Rolle. Das „Bleibende“ und „Uralte“ waren für Forchhammer prägende kulturelle Elemente. Es folgten zahlreiche ähnliche Arbeiten. So beschäftigte er sich mit den Sagen um Troja oder der Gründung Roms. Auch wenn spätere Autoren seine Theorien kritisierten, hielt Forchhammer selbst unbeirrt an ihnen fest. Auch sein letztes Werk „Homer, seine Sprache und die Kampfplätze der Götter und Heroen. Ein letztes Wort zur Erklärung der Ilias“ von 1893 war auf Basis seiner Theorien verfasst. Auch im Bereich der klassischen Philologie hat Forchhammer intensiv gearbeitet. So hat er 1864 ein umfangreiches Werk über Aristoteles vorgelegt.
Aufsehen erregte er 1837 mit seinem Buch „Die Athener und Sokrates. Die Gesetzlichen und der Revolutionär.“ Während fast alle übrigen Wissenschaftler für Sokrates Partei ergriffen hatten, interpretierte er das Verhalten der Athener gesetzmäßig und das Todesurteil als gerecht. Zu den weiteren unkonventionellen Thesen Forchhammers gehörten seine Annahmen, dass die ägyptischen Pyramiden sowie die Kuppelgräber der mykenischen Kultur in Wirklichkeit als Wasserreservoirs errichtet worden seien und dass sich die übernatürlichen Vorkommnisse in den griechischen Mythen durch Naturphänomene erklären ließen.
Forchhammer versuchte über den Kreis der Wissenschaftler hinaus, Interesse für die Altertumswissenschaftler zu wecken: Nach seiner Rückkehr aus Griechenland im Jahr 1840 bewarb Forchhammer die Gründung eines Museums für Gipsabdrücke antiker Kunstwerke. 1842 konnte er im Kieler Schloss in Anwesenheit des Königs Christian VIII. das Museum eröffnen. Die damalige Sammlung wurde schließlich zur Grundlage der Antikensammlung, die heute in der Kunsthalle zu Kiel gezeigt wird. Er war Mitglied der Gesellschaft Deutscher Naturforscher und Ärzte.

## Politisches Wirken
Zeitlebens hat sich Forchhammer politisch im liberalen Sinne betätigt. Auch der Nationalbewegung war er verbunden. So war er 1844 einer der Gründer des „Ersten Kieler Männerturnvereins“. Mit dem Rückgriff auf Aristoteles hat er in seinem Demokratenbüchlein von 1849 versucht, „veredelnd“ auf die politischen Anschauungen einzuwirken. Die Deutsche Revolution 1848/1849 hat er ausdrücklich begrüßt, gleichzeitig sprach er sich aber für eine Mäßigung im Vorgehen aus. Insbesondere stritt Forchhammer für die Unabhängigkeit von Schleswig und Holstein. Die nach dem Deutsch-Dänischen Krieg von 1863 und dem Deutschen Krieg von 1866 erfolgte Eingliederung der beiden Herzogtümer an Preußen hat er zunächst abgelehnt. Nach der Gründung des Deutschen Kaiserreichs akzeptierte er diese Entwicklung. Von 1867 bis 1873 gehörte er als Liberaler (linkes Zentrum) dem preußischen Abgeordnetenhaus an. Zwischen 1870 und 1873 war er Reichstagsmitglied. Seit 1876 vertrat Forchhammer dann die Christian-Albrechts-Universität zu Kiel im preußischen Herrenhaus.

## Auszeichnungen
- Roter Adlerorden, 2. Klasse (1891)[8]

## Schriften
Wissenschaftliche Arbeiten
- Die Athener und Sokrates. Die Gesetzlichen und der Revolutionär. Nicolai, Berlin 1837 (Digitalisat)
- Hellenika: Griechenland, im neuen das alte. Mit einer Kupfertafel und einer Karte von Böotien. Nicolai, Berlin 1837 (Digitalisat)
- Topographie von Athen. Schwer, Kiel 1841
- Aristoteles und die exoterischen Reden. Homann, Kiel 1864
- Die Gründung Roms. C. F. Mohr, Kiel 1868
- Ueber Reinheit der Baukunst auf Grund des Ursprungs der vier Haupt-Baustyle. 2., vermehrte Ausgabe, Homann, Kiel 1875
- Erklärung der Ilias auf Grund der in der beigegebenen Originalkarte von Spratt und Forchhammer dargestellten topischen und physischen Eigenthümlichkeiten der troischen Ebene. Ein Beitrag zur Erledigung der homerischen Frage. 2., unveränderte Auflage, Lipsius & Tischer, Kiel 1888
- Prolegomena zur Mythologie als Wissenschaft und Lexikon der Mythensprache. Haeseler, Kiel 1891
- Homer. Seine Sprache, die Kampfplätze seiner Heroen und Götter in der Troas. Ein letztes Wort zu Erklärung der Ilias. Tischer, Kiel 1893

Politische Schriften
- Demokraten-Büchlein. Nicolai, Berlin 1849
- Zustände Schleswig-Holstein’s geschildert in einigen Actenstücken. Brönner, Frankfurt a. M. 1850
- Bundesstaat und Einheitsstaat. Akademische Buchhandlung, Kiel 1866 (Digitalisat)